# إدوين فنسنت أوهارا
إدوين فنسنت أوهارا (بالإنجليزية: Edwin Vincent O'Hara)‏ هو قسيس أمريكي، ولد في 6 سبتمبر 1881، وتوفي في 11 سبتمبر 1956.